# Pierre Degond
Pierre Degond é um matemático francês, titular desde 2013 de uma cátedra de matemática aplicada do Imperial College London.
Foi palestrante convidado do Congresso Internacional de Matemáticos no Rio de Janeiro (2018: Mathematical models of collective dynamics and self-organization).
Recebeu o Prêmio Jacques-Louis Lions de 2013.

## Publicações selecionadas
- Pierre Degond; Lorenzo Pareschi; Giovanni Russo (2004).  Birkhäuser, ed. Modeling and computational methods for kinetic equations. [S.l.: s.n.] ISBN 0817632549
- Pierre Degond; Min Tang (2011). «All Speed Scheme for the Low Mach Number Limit of the Isentropic Euler Equations». Communications in Computational Physics. 10: 1-31. doi:10.4208/cicp.210709.210610a
- Pierre Degond; Sébastien Motsch (2008). «Large scale dynamics of the Persistent Turning Walker model of fish behavior». Journal of Statistical Physics. 131: 9!9-1021. doi:10.1007/s10955-008-9529-8
- F. Berthelin; Pierre Degond; M. Delitala; M. Rascle (2008). «A model for the formation and evolution of traffic jams». Archive for Rational Mechanics and Analysis. 187: 185-220. doi:10.1007/s00205-007-0061-9
- Pierre Degond, Sébastien Motsch, 2008, Continuum limit of self-driven particles with orientation interaction, Mathematical Models & Methods in Applied Sciences, vol. 18, ISSN 0218-2025, pages 1193-1215
- Degond P, Deluzet F, Navoret L, et al., 2010, Asymptotic-Preserving Particle-In-Cell method for the Vlasov-Poisson system near quasineutrality, Journal of Computational Physics, Vol:229, ISSN 0021-9991, pages 5630-5652
- Moussaid M, Guillot EG, Moreau M, et al., 2012, Traffic Instabilities in Self-Organized Pedestrian Crowds, PLOS Computational Biology, vol. 8, ISSN 1553-734X
- Pierre Degond; Alexei Lozinski; Bagus Putra Muljadi; Jacek Narski (2015). «Crouzeix-Raviart MsFEM with bubble functions for diffusion and advection-diffusion in perforated media». Communications in Computational Physics. 17 (4): 887-907